# Респіраторний мікоплазмоз
Респіраторний мікоплазмоз (англ. Mycoplasma pneumoniae infection) — антропонозне інфекційне захворювання з ураженням дихальних шляхів, збудником яких є вид Mycoplasma pneumoniae з роду Мікоплазма. Характеризується переважним ураженням бронхів і легень, можливим пошкодженням плеври, шкіри.

## Історичні відомості
У 1944 році американські вірусологи М. Ітон, Г. Мейкліджон та В. ван Герік виділили від хворих на атипову пневмонію збудника («агент Ітона»), що фільтрувався через відомі бактеріальні фільтри і зумовив пневмонію у лабораторних пацюків в експерименті й нейтралізувався сироваткою крові осіб, які перехворіли. У 1962 році американський педіатр Р. Ченок, вірусологи Л. Гейфлік (іноземний член НАН України) та М. Барайл встановили, що «агент Ітона» належить до мікоплазм і в 1963 році за пропозицією цих же авторів він був названий Mycoplasma pneumoniae.

## Актуальність
Респіраторний мікоплазмоз зумовлює до 10–16 % усіх випадків гострих респіраторних захворювань (ГРЗ), із зростанням цього показника до 50 % в період спалахів. Мікоплазмові пневмонії наразі визнані однією з найбільш поширених позагоспітальних пневмоній у пацієнтів молодше 40 років, найбільший показник захворюваності спостерігається у віці 5 — 20 років. Спалахи цього захворювання реєструються кожні 4 — 8 років, частіше в закритих колективах, зокрема в тюрмах та військових частинах.

## Етіологія
Mycoplasma pneumoniae є бактерією, відноситься до роду Mycoplasma родини Mycoplasmataceae. Назва роду утворена з двох слів грец. mukês — гриб та грец. plasma — зображення. Наразі відомо понад 80 видів мікоплазм, що входять до цього роду. Раніше мікоплазм вважали проміжними формами між бактеріями та вірусами, нині відносять до особливого порядку Firmicutes царства Bacteria. Різні види мікоплазм виділяються з довкілля: від рослин, тварин і людини. Людина — природний хазяїн 14 видів мікоплазм, серед яких ведучим є Mycoplasma pneumoniae. Мікоплазми мають єдину антигенну структуру, антигенні варіації не виявлені. Подібно до вірусів можуть проходити через бактеріальні фільтри, але, як й бактерії, зростають на спеціальних безклітинних поживних середовищах. Через відсутність клітинної стінки мікоплазми відрізняються крайнім поліморфізмом, часто нагадують грибкові елементи, від чого вони і отримали свою назву. Мікоплазма складається з 3-х морфологічних компонентів: елементарної мембрани, рибосоми і нуклеоїду, представленого подібними до ДНК нитками.
Мікоплазми малостійкі у довкіллі, руйнуються ультразвуком, дією низьких і високих температур. Характерний зовнішній вигляд мають колонії мікоплазм на агаровому середовищі: центр або вся колонія знаходяться нижчим за поверхню агару.

## Епідеміологічні особливості
Резервуар і джерело інфекції — людина (хворий або носій). Доведена здатність до тривалого виділення збудника, оскільки мікоплазма довгостроково здатна зберігатися в дихальних шляхах хворих навіть при клінічно ефективній антибіотикотерапії.
Механізм передачі інфекції — повітряно-крапельний. Можливо також аерогенне зараження контактно-побутовим шляхом через забруднені збудником предмети побуту чи брудні руки.
Характерними особливостями захворювання є повсюдне поширення, локальні спалахи в організованих колективах дітей і дорослих, що спричиняють цілий спектр уражень: безсимптомні форми, захворювання верхніх дихальних шляхів, бронхопневмонії, які інколи супроводжуються плевритом. Захворювання реєструється протягом всього року, чіткої сезонності не встановлено, однак найбільші спалахи реєструються наприкінці літа та восени. Особи з різними формами імунодефіциту частіше хворіють на мікоплазмову інфекцію. Постінфекційний імунітет тривалий (5-10 років і більше).

## Патогенез
Особливістю хвороби є розвиток помірної запальної реакції в тканини легенів і поява наростаючої продуктивно-інфільтративної реакції з формуванням перибронхіальної, периваскулярної та інтерстиціальної лімфоїдно-моноцитарної інфільтрації. У легеневій паренхіми розвиваються клітинні імунні реакції, що перебігають за типом гіперчутливості сповільненого типу. Вони лежать в основі формування вогнищ некрозу епітелію із заповненням альвеол ексудатом або набряковою рідиною, переважно в прикореневих зонах легенів.
Через дію гемолізину, перекисів, а також здатності мікоплазми породжувати синтез холодових антитіл класу IgM (виявляються приблизно в 50 % хворих) можливий розвиток гемолітичної анемії. Внутрішньосудиний гемоліз призводить до розладу мікроциркуляції і появи дрібних геморагій на шкірі та в паренхіми легень, а також геморагічних плевритів.

## Класифікація
Згідно з МКХ-10 у розділі X «Хвороби органів дихання», блок «Грип та пневмонія», клас «Бактеріальна пневмонія, не класифікована в інших рубриках» виділяють «Пневмонія, спричинена Mycoplasma pneumoniae» (J15.7) та в блоці «Інші гострі респіраторні інфекції нижніх дихальних шляхів», клас «Гострий бронхіт» виділяють «Гострий бронхіт, спричинений Mycoplasma pneumoniae» (J20.0).

## Клінічні прояви
Респіраторний мікоплазмоз відрізняється поліморфізмом клінічних проявів.

### Гострий бронхіт, спричиненийMycoplasma pneumoniae
Інкубаційний період може тривати до трьох тижнів, захворювання найчастіше розвивається поступово, з підвищення температури тіла до 38 °C, появи нездужання, слабкості, ломоти в тілі, головного болю. Через 1-2 дні температура наростає, симптоми інтоксикації посилюються, особливо головний біль. У окремих хворих відмічені явища менінгізму з наявністю менінгеальних ознак. Разом з цим, можливий і гострий розвиток хвороби, коли температура вже в перші години досягає 39-40°С. Гарячка триває 4-6 днів, але підвищення температури більше 39 °C лише 2-3 дні. В окремих випадках після зниження температури з високих цифр має місце монотонний субфебрилітет (37,2 — 38 °C) протягом 10-12 днів. З першого дня хвороби з'являються симптоми ураження верхніх відділів дихальних шляхів: є сухість і дертя в горлі, закладення носа, кашель. При огляді глотки спостерігається яскрава гіперемія, особливо задньої стінки і збільшення фолікулів глотки. Фарингіт зазвичай поєднується з ринітом. Порушення носового дихання відбувається у всіх хворих. Воно зумовлене набряком слизової оболонки носа, виразної ринореї (виділень з носа) не спостерігається. У більшості пацієнтів кашель болісний, інколи нагадує напади кашлюку, коли на висоті кашлю відбувається блювання, спричинює біль у животі та грудях, призводить до порушення сну. Тривалість кашлю 6-10 днів, але він може непокоїти й триваліше. При аускультації дихання жорстке, вислуховуються сухі хрипи.

### Пневмонія, яку спричинюєM. pneumoniae
Інкубаційний період триваліший, аніж при гострому мікоплазмовому бронхіті, коливається від 7 до 28 днів. У більшості дорослих хвороба розвивається поступово з нездужання, помірного головного болю, закладення носу, сухого кашлю. Через 3-4 дні з'являється озноб (остуда) з підвищенням температури тіла до 39-40°С. Тривалість гарячки не перевищує 10-12 днів. Можливий і гострий розвиток процесу, коли температура тіла з перших днів сягає високих цифр. На відміну від звичайних бактеріальних позагоспітальних пневмоній як правило не спостерігається різкої інтоксикації. Нудота, блювання, порушення сну трапляються відносно рідко. Значно частіше хворі скаржаться на артралгії (біль у суглобах), міальгії (біль у м'язах), ломоту в кістках, часто в попереку. Постійним проявом є кашель, який виникає з першого дня хвороби і продовжується переважно 10-15 днів. Спочатку він сухий, виснажливий, але до кінця 2-ого тижня стає продуктивним. Мокрота відходить натужно і в мізерній кількості. У перші дні хвороби проявів пневмонії виявити не вдається. З 5-7 дня у окремих хворих з'являється біль у грудній клітці. Фізикальні зміни в легенях мізерні або взагалі відсутні, немає зазвичай задишки та ціанозу. Після гострого періоду захворювання сухий кашель може тривати 1 — 6 місяців. У деяких пацієнтів можливий розвиток позалегеневих проявів: еритематозно-папульозний висип на шкірі, вузлувата еритема.

## Ускладнення
Можуть траплятися серцево-судинні розлади (аритмії, перикардити, міокардити), ураження нервової системи (енцефаліти та менінгоенцефаліти, поперековий мієліт, синдром Гієна — Барре), також панцитопенія, інфаркт селезінки. При адекватному лікуванні цього захворювання прогноз сприятливий, тяжкий перебіг цього захворювання може бути у дітей, також у хворих на серпоподібноклітинну анемією. При мікоплазмовій пневмонії іноді може трапитися синдром гострого болю у грудях.

## Діагностика
Гострий бронхіт, який спричинює M. pneumoniae, не має будь-яких специфічних симптомів і, тому, клінічна діагностика його достатньо складна. Мікоплазмова пневмонія, не дивлячись на наявні певні особливості клінічного перебігу, специфічних симптомів також не має, тому вирішальними у встановленні діагнозу є результати рентгенологічного і лабораторного дослідження. При мікоплазмовій пневмонії при спірографичному дослідженні виявляються зміни вентиляційній функції легенів і порушення бронхіальної провідності. Рентгенологічна картина цієї пневмонії варіабельна. Процес може перебігати за типом сегментарної, вогнищевої пневмонії, або з наявністю інтерстиціального пневмоніту. Інфільтрати виявляють найчастіше в нижній долі, уражені 1-2 сегменти. Часткові ураження нечасті. Вогнища можуть бути негомогенними, без чітких обрисів. Проявом запального процесу можуть бути ателектази і плевральний випіт. Проте, жодне з названих проявів не може служити специфічною діагностичною ознакою. Картина периферичної крові характеризується нормальною кількістю лейкоцитів, часто лімфоцитоз, ШОЕ нормальна або слабо підвищена.
Специфічна діагностика ґрунтується на бактеріологічному виділенні збудника з крові, мокротиння, змивів з носоглотки або на визначенні антигенів та антитіл до нього в різних біологічних рідинах, найчастіше в сироватці крові. Основу серологічної діагностики складають реакції непрямої гемаглютинації (РНГА), зв'язування комплементу (РЗК), нейтралізації (РН) імунофлюоресценції (РІФ).

## Лікування
За відсутності пневмонії використання антибіотиків недоцільне, можна обмежитися патогенетичними засобами. Препаратами вибору для етіотропної терапії пневмонії є азитроміцин у добовій дозі 0,5 г або кларитроміцин у добовій дозі 0,5-1 г, або доксициклін по 0,1-0,2 г на добу. Тривалість курсу залежить від клінічного ефекту (часто 5-7 діб). Препаратами резерву при тяжкому перебігу є левофлоксацин у добовій дозі 0,5 г чи моксифлоксацин по 0,4 г за добу 7-14 діб, або гатіфлоксацин по 0,32 г 5 діб. При тяжкій пневмонії зі схильністю до затяжного перебігу, коли ентеральне або парентеральне введення антибіотиків недостатньо ефективне, рекомендується їх використання у вигляді ультразвукового інгаляційного аерозолю у поєднанні з протеолітичними ферментами.

## Прогноз
Зазвичай сприятливий, але при розвитку тяжких ускладнень може бути серйозним, особливо у дітей.

## Профілактика
Основні методи неспецифічні, слід госпіталізувати хворого, використовувати індивідуальні маски одноразового застосування під час контакту з особами, що є підозрілими відносно розвитку хвороби. Засоби специфічної профілактики не розроблені.